# 万村 (多姆山省)
万村（法語：Voingt，法語發音：[vwɛ̃]）是法国多姆山省的一个市镇，属于里永区。

## 地理
万村（45°48'23"N, 2°32'12"E）面积6.48 平方千米，位于法国奥弗涅-罗讷-阿尔卑斯大区多姆山省，该省份为法国中南部省份，北起阿列省接壤，东临卢瓦尔省，南至上盧瓦爾省和康塔爾省，西接科雷兹省和克勒兹省。
与万村接壤的市镇（或旧市镇、城区）包括：日亚、圣艾蒂安德尚、韦尔讷若勒。

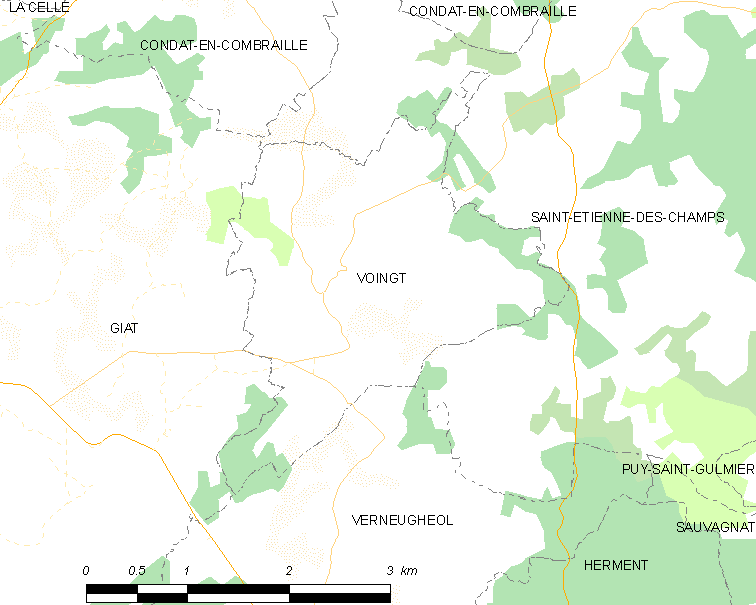
的OSM定位图

万村的时区为UTC+01:00、UTC+02:00（夏令时）。

## 行政
万村的邮政编码为63620，INSEE市镇编码为63467。

## 政治
万村所属的省级选区为圣乌尔斯县。

## 人口

1962-2008年间人口变化图示

万村于2022年1月1日时的人口数量为57人。